# 小高登貫
小高 登貫（こだか のりつら、1923年2月 - 1992年3月）は、日本の海軍軍人。太平洋戦争における撃墜王。第三四三海軍航空隊に所属し、紫電改を乗機とした。

## 経歴
1923年2月長野県東筑摩郡島内村(現:松本市)に生まれる。1938年、島内尋常高等小学校卒業後、名古屋市千種区陸軍工廠に勤務。1941年5月、横須賀海兵団に入り、新兵として二か月間の教育を受けた。第12海軍航空隊に勤務。海軍航空兵を志願し、1942年、第10期普通科海軍操縦練習生卒業。飛行訓練を受け、戦闘機搭乗員となる。同年、第25期高等科海軍操縦練習生卒業。九六式艦戦で実用機訓練を受ける。練習生時代の射撃で一番の成績だった。富高空に配属。零戦による実戦訓練、母艦着艦訓練を受ける。
1943年2月、202空に着任。同月、セレベスの南端マカッサルでB-24を共同撃墜、これが小高の初撃墜であった。1943年8月、204空に着任。1944年2月17日、トラック空襲を受ける。迎撃を繰り返し、204空はほぼ全滅したが、小高はその出撃からも生き残った。小高によれば、上空発進命令に飛行隊長倉兼義男大尉は明らかにうろたえながら発進を指示、指揮官として地上で零戦を失うくらいなら戦って失った方が得策でも、隊員はほぼ戦闘未経験者でベテランもマラリアにかかっており上がれば必ず落とされる状況だったという。また、同僚の前田飛曹長は拳銃を向けて「こんな大群に2、3機上がって何になる。てめえらはそんなに下士官を殺したいのか。そんなに殺したきゃ死んでやるから見てろ」と言って戦闘機で敵機に体当たりして死亡したという。204空司令柴田武雄は、この命令の理由を運に任せて空中退避を目的にしたと話している。
1944年2月、201空306飛行隊に着任。5月セブに進出。10月神風特攻隊が始まり、志願者の募集があると、小高は同僚とともに志願書を提出。特攻隊員として出撃することはなかったが、特攻の直掩隊に従事した。1944年12月20日、谷田部空に着任し、教官を務める。
1945年2月、343空に転属。343空では分隊士の本田稔の二番機を務めた。5月、小高が他の先任下士官らといた際に、海軍の巡邏衛兵から「お前たちは巡邏に敬礼ができないのか」と咎められ、暗がりで気づかなかったと弁明したが、「横着だ」と言われ口論のすえ喧嘩となり、小高らが叩きのめした。今度は小高らより階級が下の軍曹の憲兵が現れ、「敬礼ができないのか」と言うので「憲兵軍曹は、海軍の上等飛行兵曹には敬礼できないのか」と反論した。憲兵といえば何でも通ると思っている態度が癪に障り、これも叩きのめした。次の日正午頃、佐世保鎮守府の参謀が343空に対し、小高らを軍法会議にかけるので引き渡すように要求したが、司令の源田実大佐は「いま九州の制空権は、どこの航空隊が握っているか知っているか。いうまでもなく、わが第三四三空である。その航空隊の搭乗員を軍法会議につれて行ったらあとは誰が九州の制空権をまもるのだ。どうしても欲しいというなら骨にしてから返す。帰りたまえ」と追い返し、小高らに「士気高揚のために、大いに暴れろ。責任はいっさい司令が取る」と励ました。分隊長の市村吾朗と分隊士の本田稔から「一応悪いことをしたのだから外出止め15日間だ」と言い渡されたが、小高は翌日からまた外出できたという。
1945年8月終戦。小高は343空を世界最強の戦闘機隊と自負しており、終戦の報に驚いたという。総撃墜数は単独共同含め105機撃墜、潜水艦2隻撃沈（一隻不確実）。
復員後、1946年看板塗装業、鈑金業に従事。1954年からオートバイ修理販売業に従事し、1961年松本市にホンダ代理店の小高誠輪社を創立、社長に就任。オートバイのセールスマンとして日本一の成績を挙げて表彰されたこともあった。経営のかたわら、所有するセスナ機を自ら操縦して飛んでいた。
1992年3月死去。

## 著書
- 『あゝ青春零戦隊―猛烈に生きた二十歳の青春』光人社（光人社NF文庫）